# Palicourea pittieri
Palicourea pittieri är en måreväxtart som beskrevs av Paul Carpenter Standley. Palicourea pittieri ingår i släktet Palicourea och familjen måreväxter. Inga underarter finns listade i Catalogue of Life.